# يهودا بن شموئيل

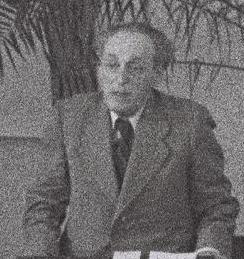
خطاب يهودا بن شموئيل عام 1944 أمام مجلس الأمة الرابع

يهودا بن شموئيل (كوفمان) (1886-23 فبراير 1976) كاتب ومترجم إسرائيلي. حصل على جائزة إسرائيل لعام 1933 في مجال الدراسات اليهودية، وفاز بجائزة الحاخام كوك لأبحاث التوراة.

## حياته
ولد بن شموئيل ونشأ في بالتا بأوكرانيا. وفي سن 14-18 درس في مدرسة دينية يهودية ليتوانية في مسقط رأسه وهي مدرسة كيشينيف الدينية، وفي المدرسة الدينية الحديثة للحاخام حاييم تشيرنوفيتز في أوديسا، حيث درس بالإضافة إلى التلمود المدراش والفكر اليهودي والتاريخ اليهودي. درس لمدة عام في كلية الحقوق بجامعة باريس، وسنتين أخريين في جامعة السوربون، حيث درس اللسانيات والتاريخ والفلسفة [4] وفي نفس الوقت درس مع ناحوم سالوش وتأثر بالأفكار الاشتراكية، وخاصة كتابات جان جوريس. وبعد ثلاث سنوات عاد إلى روسيا، حيث عمل في التدريس وانضم إلى الحركة الصهيونية.
وفي عام 1913 هاجر إلى مونتريال، لوجود أحد أقربائه هناك، وبدأ الدراسة في جامعة ماكغيل.ووفق رواية أحد زملائه، فقد اختار مونتريال لأنه أراد أن يكون بالقرب من روبن برينين. وبعد وقت قصير من وصوله تواصل مع برينين وبدأ في كتابة مقالات لصحيفته. فكان يكتب حوالي ثلاث مقالات في الأسبوع، وتنشر باسمه وبأسماء مستعارة مختلفة، مثل هادلسون وتاناكاما.
في عام 1916 بدأ الدراسة في كلية دروبس. وعمل لعدة سنوات، في عشرينيات القرن الماضي، رئيسًا لمدرسة المعلمين في نيويورك. وكان في الوقت نفسه يلقي العديد من الخطب حيث كان متحدثًا شهيرًا في الولايات المتحدة وكندا .
وفي نهاية عام 1926، هاجر إلى أرض إسرائيل بدعوة من حاييم ناحمان بياليك، الذي طلب إعداد منه إعداد قاموس.
وفي الثلاثينيات من القرن الماضي، كتب العديد من مقالات النعي لشخصيات مختلفة في صحيفة دافار، ومنهم نحمان سيركين وحاييم ناحمان بياليك وشميرياهو ليفين .
من عام 1936 كان مدير قسم الثقافة في المجلس الوطني اليهوي. وفي عام 1942 انضم إلى لجنة اللغة العبرية . وفي مايو ويوليو 1943 كان في جنوب إفريقيا في مهمة تابعة للصندوق القومي اليهودي  . وفي عام 1940 كان أول رئيس تحرير للموسوعة العبرية 
وبعد ولادة ابنه شموئيل، تبنى اسم «بن شموئيل» تيمناً بوالده بعد وفاته. وفي يوم تسريحه من منظمة البلماح العسكرية في 2 مايو 1947، غير اسمه رسميا. وأصبحت علاقة الحب المأساوية بين ابنه شموئيل كوفمان وسارة لافيتوف، وكلاهما من مقاتلي البلماح الشباب الذين قُتلوا في حرب الاستقلال، واحدة من القصص الدعائية الحماسية في حرب الاستقلال. وأصبحوا رمزا للشباب العبري الذي تطوع للحرب الصعبة. وتم تمثيل قصة حبهم وموتهم وتصويرها عدة مرات.
ومن عائلته أيضا ابن أخيه حاييم كوفمان الذي شغل منصب نائب وزير المالية.
توفي يهودا بن شموئيل في 22 فبراير 1976.